# 1,3-二硫杂环戊烯-2-硫酮-4,5-二硫醇钠
1,3-二硫杂环戊烯-2-硫酮-4,5-二硫醇钠是一种有机硫化合物，化学式为Na2C3S5，缩写Na2dmit。它是四硫富瓦烯和烯二硫醇配合物的前体。
它可由金属钠还原二硫化碳得到，副产物为三硫代碳酸钠：
4 Na  +  4 CS2   →   Na2C3S5  +   Na2CS3